# ル・クロワトル＝プレバン
ル・クロワトル＝プレバン （Le Cloître-Pleyben、ブルトン語:Kloastr-Pleiben）は、フランス、ブルターニュ地域圏、フィニステール県のコミューン。

## 由来
ル・クロワトルとは、ラテン語で修道院を意味するclaustrumに由来する。聖ヨハネ騎士団によって創設された修道院は、囲いが巡らされていた。中世以降、Cloistre、Le Clostre、Cloestreといったつづりがされている。アンシャン・レジーム時代、ル・クロワトルはコルヌアイユ司教区、プレバン教区の小教区であった。
1955年5月のデクレによって、正式名称は現在のLe Cloître-Pleybenとなっている。

## 地理
ル・クロワトル＝プレバンは、カンペールの北東33km、海からは35km離れており、さらに北に7km行けばアルモリカ地域圏自然公園がある。コミューンは標高140mから163mの凸凹した高原を形成しており、町の西南西が標高の最高地点である。町そのものは標高142mのところにある。この高原はいくつかの谷、オーヌ川の支流の谷によって切り刻まれている。

## 歴史
新石器時代の定住地跡がコミューン内で見つかっている。
かつてのローマ街道で、中世にはHent-Ahèsと呼ばれた道は、カレ＝プルゲールを発端にカマレまでに至るものであった。この道がル・クロワトル＝プレバンの南400mを通っていた。教区で洗礼者ヨハネ信仰が強かったのは、聖ヨハネ騎士団によって町がつくられたことを示唆している。かつて、コミューンのケルエ地区にはモット・アンド・ベーリーがあった。
町にある戦争慰霊碑には、フランスのために命を捧げた者（fr）85人の名が刻まれている。そのうち74人が第一次世界大戦、11人が第二次世界大戦の死者である。

## 人口統計
| 1962年 | 1968年 | 1975年 | 1982年 | 1990年 | 1999年 | 2006年 | 2010年 |
| ------ | ------ | ------ | ------ | ------ | ------ | ------ | ------ |
| 881    | 791    | 673    | 588    | 512    | 536    | 562    | 579    |

ル・クロワトル＝プレバンの人口増減グラフ

参照元:1999年までEHESS、2000年以降INSEE

## 史跡
- サン・ブレーズ教会 - 建物のほとんどの部分が16世紀のもの。かつては周囲を墓地に囲まれていたが、墓地は1943年に町の北西へ移動している。納骨堂は1952年に廃止された。
- サン・ジャン・バティスト礼拝堂 - 17世紀。おそらく発祥は聖ヨハネ騎士団による。
- サン・ヴォラン礼拝堂 - 1673年以降。サン・ヴォランとは、聖ヴォレム（Warhem）に由来し、建物はかつてはランデヴェネック修道院に属していた。

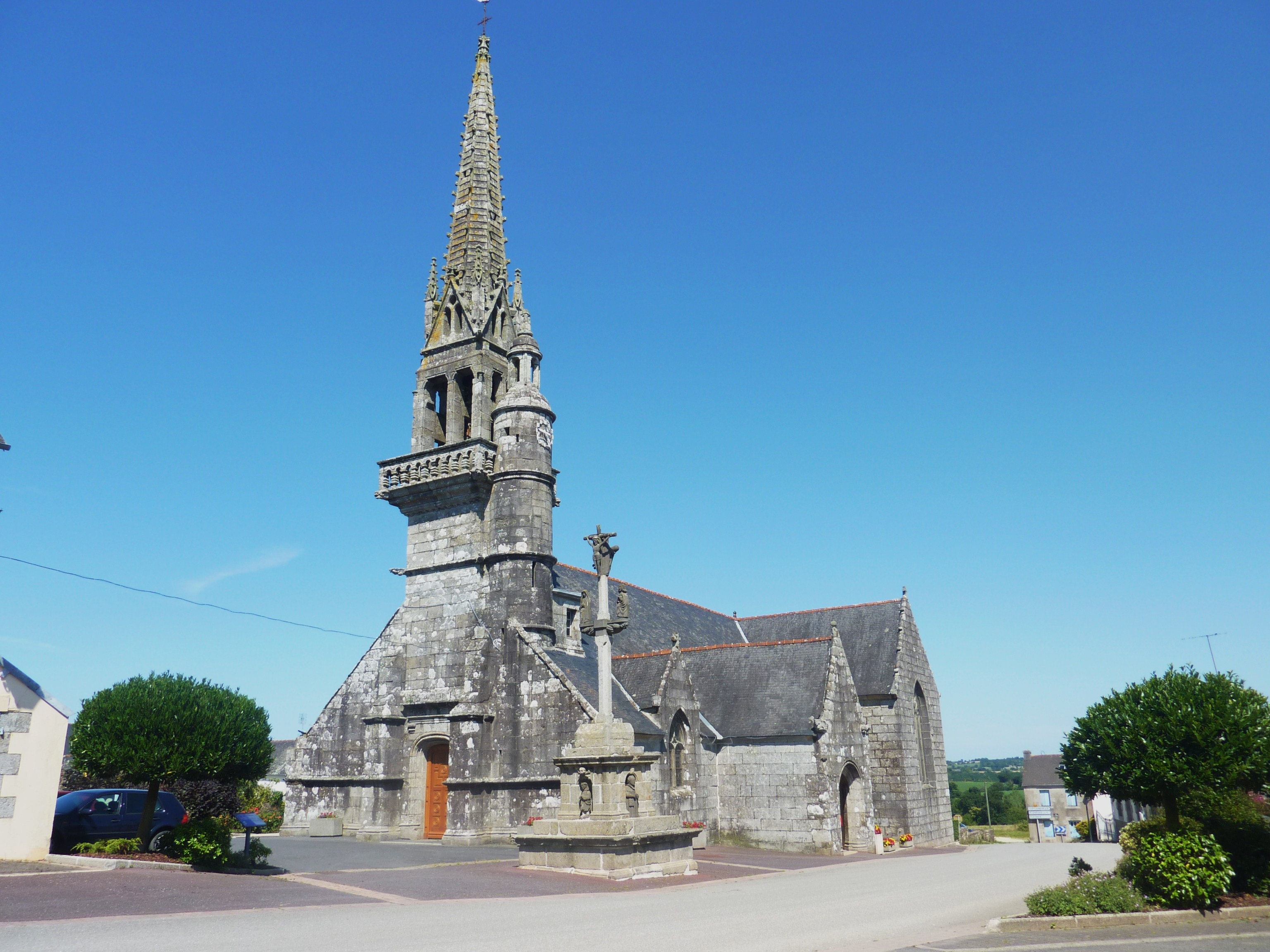
サン・ブレーズ教会
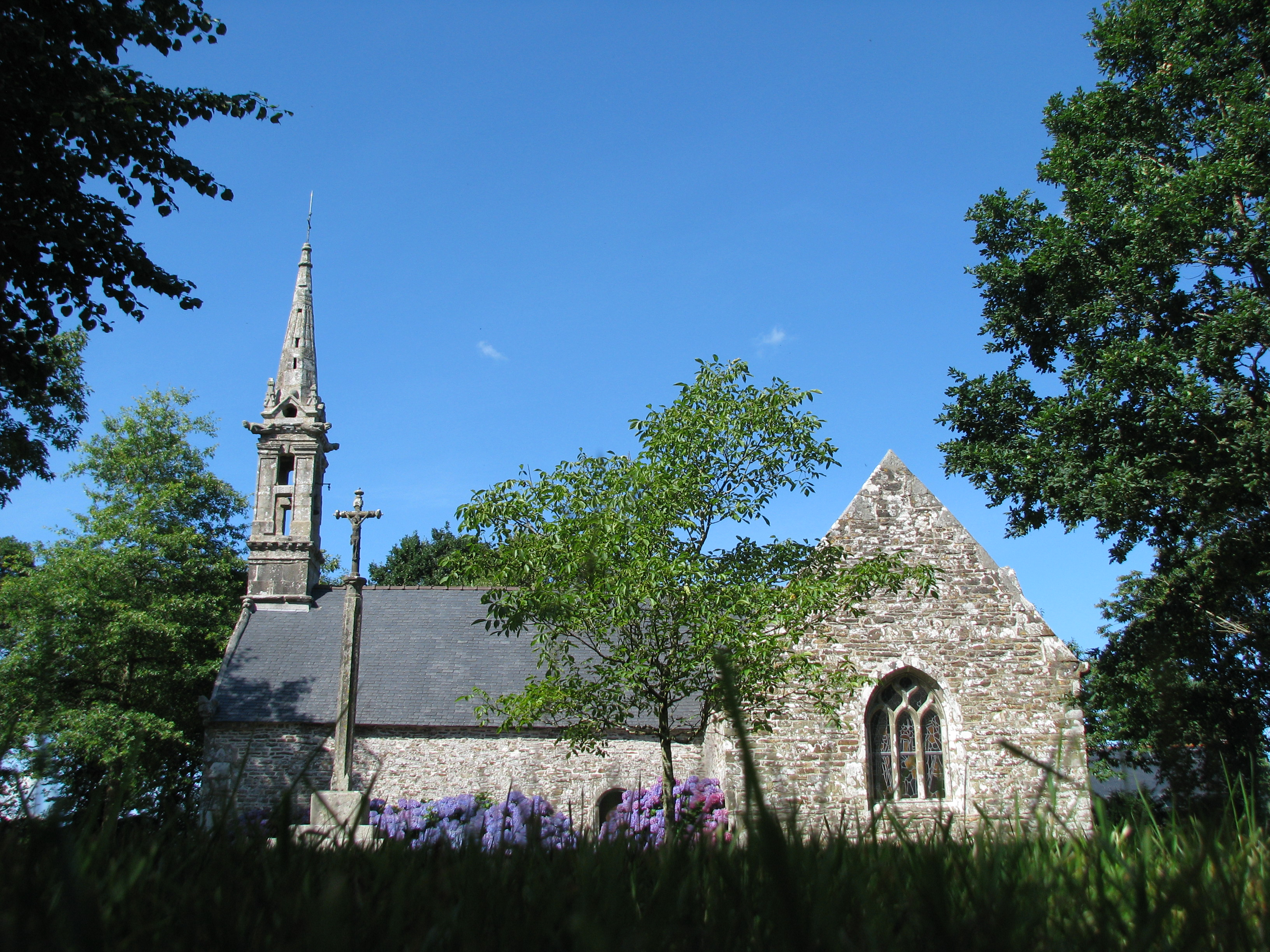
サン・ジャン・バティスト礼拝堂
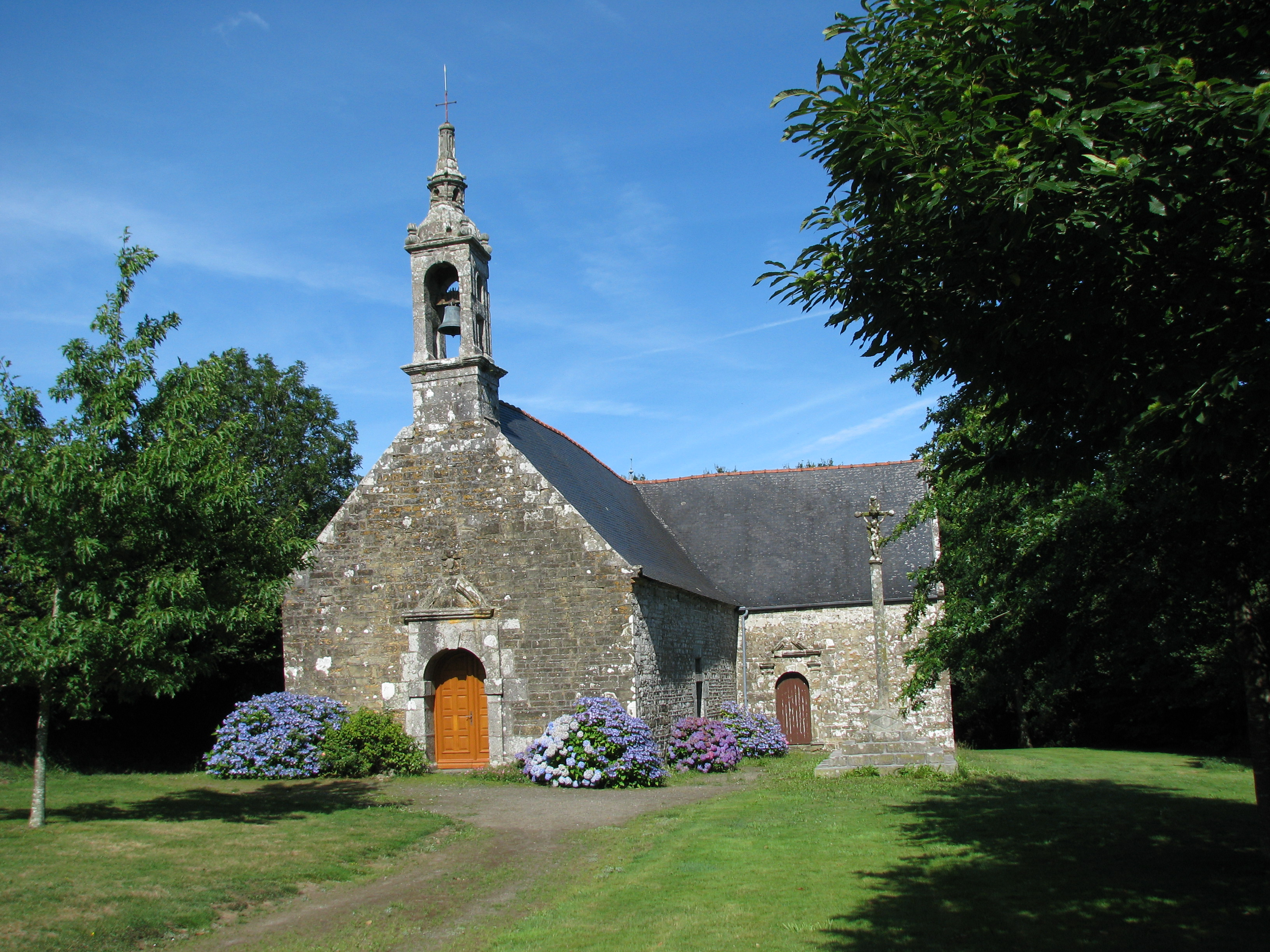
サン・ヴォラン礼拝堂